# Cryphaea heterophylla
Cryphaea heterophylla là một loài rêu trong họ Cryphaeaceae. Loài này được Brid. Brid. mô tả khoa học đầu tiên năm 1819.